# Petr Ardeleánu
Petr Ardeleánu (Lom u Tachova, 1980. december 14. –) cseh nemzetközi labdarúgó-játékvezető.

## Pályafutása
A FAČR Játékvezető Bizottságának minősítésével 2006-tól a II Liga, majd 2011-től a Synot Liga játékvezetője. Küldési gyakorlat szerint rendszeres 4. bírói, illetve alapvonalbírói szolgálatot is végez. Synot Liga mérkőzéseinek száma: 71 (2011. 5. 28.–2016. 04. 29.).
| Időpont           | Helyszín                         | Mérkőzés típusa             | Mérkőzés                              | Eredmény | Nézők száma |
| ----------------- | -------------------------------- | --------------------------- | ------------------------------------- | -------- | ----------- |
| 2006. október 15. | Letni Stadion, Most              | első II. Liga mérkőzése     | FK Baník Most–1. FC Slovácko          | 2 – 0    | 4158        |
| 2011. május 28.   | U Nisy stadion, Liberec          | első Synot Liga mérkőzése   | FC Slovan Liberec–České Budějovice    | 3 – 3    | 3495        |
| 2016. április 29. | Jiráskově ulici Stadion, Jihlava | utolsó Synot Liga mérkőzése | FC Vysočina Jihlava–FK Mladá Boleslav | 1 – 1    | 2459        |

A Cseh labdarúgó-szövetség JB terjesztette fel nemzetközi játékvezetőnek, a Nemzetközi Labdarúgó-szövetség (FIFA) 2013-tól tartja nyilván bírói keretében. A FIFA JB központi nyelvei közül az angolt beszéli. Több nemzetek közötti válogatott (Labdarúgó-Európa-bajnokság), valamint Európa-liga klubmérkőzést vezetett, vagy működő társának 4. bíróként segített.
A 2016-os U17-es labdarúgó-Európa-bajnokságon az UEFA JB játékvezetőként foglalkoztatta.
| Időpont         | Helyszín            | Mérkőzés típusa              | Mérkőzés                                       | Eredmény |
| --------------- | ------------------- | ---------------------------- | ---------------------------------------------- | -------- |
| 2016. május 5.  | Bakcell Arena, Baku | csoportmérkőzés (B. csoport) | Ausztria–Bosznia-Hercegovina                   | 2 – 0    |
| 2016. május 8.  | Bakcell Arena, Baku | csoportmérkőzés (A. csoport) | Azerbajdzsán–Belgium                           | 1 – 1    |
| 2016. május 12. | Azersun Arena, Baku | csoportmérkőzés (D. csoport) | Spanyolország–Olaszország                      | 4 – 2    |
| 2016. május 21. | Bakcell Arena, Baku | döntő                        | Portugália–Spanyol U17-es labdarúgó-válogatott | 1 – 1    |